# مالوري ويبر
مالوري ويبر (بالإنجليزية: Mallory Weber)‏ (4 أبريل 1994 في الولايات المتحدة - ) هي لاعبة كرة قدم أمريكية في مركز الهجوم.

## وصلات خارجية
- مالوري ويبر على موقع قاعدة بيانات كرة القدم.إي يو (الإنجليزية)
- مالوري ويبر على موقع Soccerway.com (الإنجليزية)